# 安永貴夫
安永 貴夫（やすなが たかお、1961年（昭和36年） - ）は、日本の労働運動家。日本労働組合総連合会（連合）副事務局長。山口県出身。山口県立豊浦高等学校卒業。

## 経歴
1980年、日本電信電話公社（のちのNTT）に入社。その後、労働運動に身を投じ、20代のころは全電通山口県支部役員として民営化に向けた組織体制の確立にあたった。1998年、NTT労働組合西日本本部執行委員。2002年にNTT中央労働組合中央執行委員に就任。NTT労働組合企画組織部長、情報産業労働組合連合会書記長などを歴任した。内閣府実践キャリア・アップ戦略専門タスクフォースメンバー、労働政策審議会臨時委員も務めた。2013年、一橋大学でゲスト講師として「連合の政策・制度の実現をめざして-雇用・労働政策、特に若年者雇用の課題を中心に」と題して労働政策を論じたことがある。

## 主な著書、論文
- 「規制緩和にいかに対抗するか」（労旬、1799号、共著）
- 「いじめとワークライフバランス」